# Староверовский сельский совет (Харьковская область)
Староверовский сельский совет — входит в состав Нововодолажского района Харьковской области Украины.
Административный центр сельского совета находится в селе Староверовка.

## Населённые пункты совета
- село Староверовка
- село Дьячковка
- село Муравлинка
- посёлок Палатки
- село Раковка